# Mecostethus rufifemoralis
Mecostethus rufifemoralis är en insektsart som beskrevs av Zheng, Z. och F-m. Shi 2009. Mecostethus rufifemoralis ingår i släktet Mecostethus och familjen gräshoppor. Inga underarter finns listade i Catalogue of Life.